# HTTP Live Streaming
Pour les articles homonymes, voir HLS.

HTTP Live Streaming (aussi appelé HLS) est un protocole de streaming basé sur le protocole HTTP. Ce protocole de communication a d'abord été mis en œuvre par Apple pour le lecteur vidéo embarqué sur iOS.
Il fonctionne en segmentant le flux multimédia en une séquence de petits fichiers (.ts ou MP4 iso segments). Ces fichiers sont ensuite lus dans une liste de lecture (playlist) de type M3U8.
Contrairement à d'autres protocoles tel que le RTP (transporté sur UDP), l'HTTP Live Streaming est capable de traverser les pare-feux ou serveur proxy qui laissent passer le trafic HTTP standard. Apple a documenté l'HTTP Live Streaming et l'a soumis à l'IETF pour en faire un standard.

## Applications serveur
- Peertube
- Wowza Streaming Server
- Nginx-RTMP

## Applications clientes
- QMPlay2
- Google Exoplayer et Shakaplayer [réf. souhaitée]
- AVPlayer (iOS 3.0 et supérieur)
- Quicktime Player (MacOS)
- hls.js
- JWPlayer  [réf. souhaitée]
- THEOplayer[2] (HTML5)
- Radiant Media Player (lecteur HTML5 web vidéo) est compatible avec HLS[3]
- MediaElement JS
- Samsung Smart View (SMART TV)
- VLC media player
- Open Broadcaster Software

## Adresses de tests

### Flux Vidéo
http://devimages.apple.com/iphone/samples/bipbop/bipbopall.m3u8